# Sint-Jozefkerk (Eindhoven)

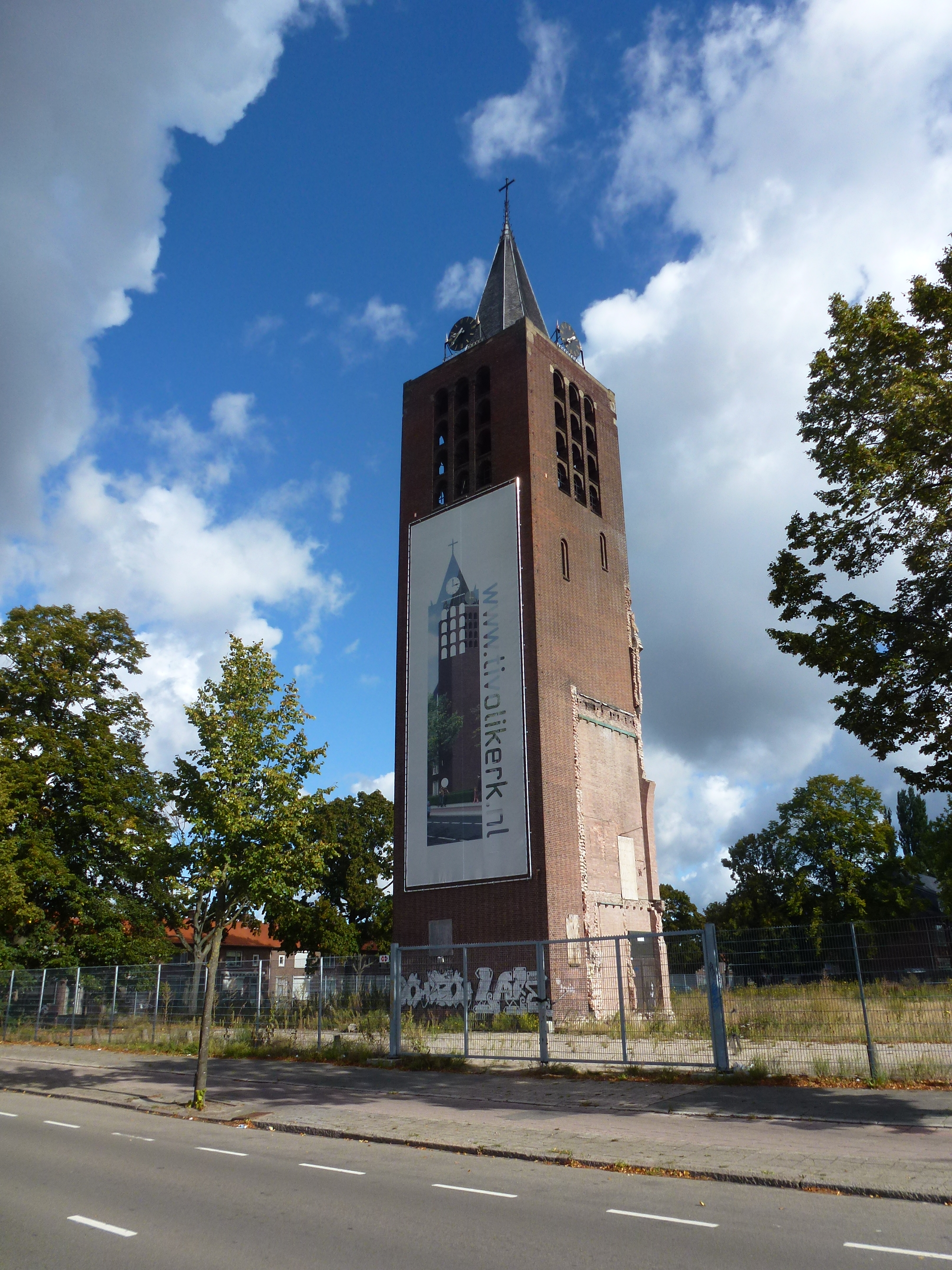
De toren na de sloop van de kerk

De Sint-Jozefkerk, ook wel bekend als Tivolikerk, was een rooms-katholieke parochiekerk aan de Heezerweg 337 nabij de buurt Tivoli in het Eindhovense stadsdeel Stratum.

## Geschiedenis
In 1930 werd een noodkerk aan het latere Arnaudinaplein gebouwd. Dit noodkerkje was een rectoraatskerk ten behoeve van de bewoners van de vanaf 1929 tot stand gekomen nieuwbouwwijk Tivoli, toen nog op Geldrops grondgebied. Het rectoraat werd gesticht door de Missionarissen van het Heilig Hart. Ook de Dochters van Onze Lieve Vrouw van het Heilig Hart vestigden zich hier. Hoewel er behoefte was aan een definitieve kerk duurde het tot 1940 voor de eerste steen kon worden gelegd, voornamelijk wegens geldgebrek.
De kerk was ondergeschikt aan de Maria- en Brigidaparochie te Zesgehuchten, en werd pas in 1978 verheven tot parochiekerk. Op 17 april 2005 werd de laatste Mis in deze kerk opgedragen, waarna deze werd onttrokken aan de eredienst.
In 2010 werd deze kerk gesloopt om plaats te maken voor een appartementencomplex. Enkel de toren bleef toen gespaard, deze werd vervolgens alsnog gesloopt in maart 2019.

## Gebouw
Het bakstenen gebouw kwam uiteindelijk gereed in 1941. Architect was F.C. de Beer. Het was een christocentrische kerk met een breed middenschip, smalle zijbeuken en een verhoogd koor. De kerk vertoonde kenmerken van de Delftse School. Opvallend waren de brede steunberen. Links van de ingangspartij bevond zich een robuuste vierkante aangebouwde toren met opvallende galmgaten.